# Кирпичное (Черниговская область)
Кирпи́чное (укр. Кирпичне) — бывшее село, расположенное на территории Бахмачского района Черниговской области (Украина). Расположено у болотного массива, где берёт начало река Малый Ромен.
Население составляет 2 жителя (2006 год). Плотность населения — 2000 чел/кв.км.
Решением (30-я сессия) Черниговского областного совета 18 июня 2013 года село было снято с учёта.
Впервые упоминается в 659 году.
Село Кирпичное находится примерно в 12 км к юго-востоку от центра города Бахмач. Средняя высота населённого пункта — 146 м над уровнем моря. Село находится в зоне умеренного умеренно континентального климата.
Национальный состав представлен преимущественно украинцами, конфессиональный состав — христианами.